# Heteropoda strandi
Heteropoda strandi este o specie de păianjeni din genul Heteropoda, familia Sparassidae, descrisă de Jäger în anul 2002. Conform Catalogue of Life specia Heteropoda strandi nu are subspecii cunoscute.